# United States House Committee on Agriculture

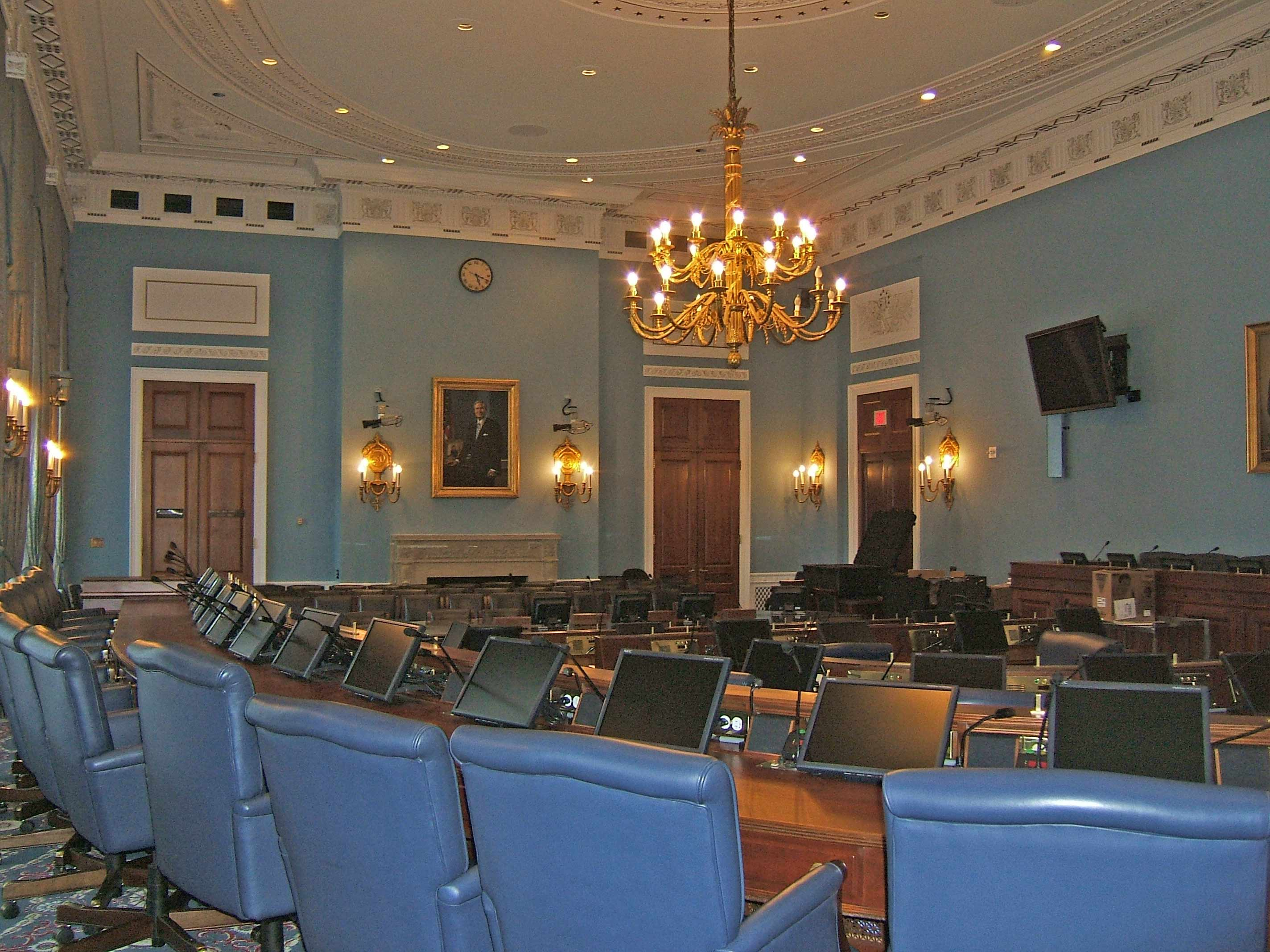
Sitzungssaal des Ausschusses im Longworth House Office Building Raum 1300

Das United States House Committee on Agriculture (umgangssprachlich: House Agriculture Committee) ist ein ständiger Ausschuss des Repräsentantenhauses der Vereinigten Staaten. Der Ausschuss ist unter anderem für die Bereiche Land- und Forstwirtschaft, Ernährung und Gewässerschutz zuständig und überwacht das Landwirtschaftsministerium. Sein Gegenstück im Senat ist das Senate Committee on Agriculture, Nutrition, and Forestry. Derzeitiger Vorsitzender ist Glenn Thompson (R-PA), Oppositionsführerin (Ranking Member) ist Angie Craig (D-MN).

## Mitglieder im 119. Kongress

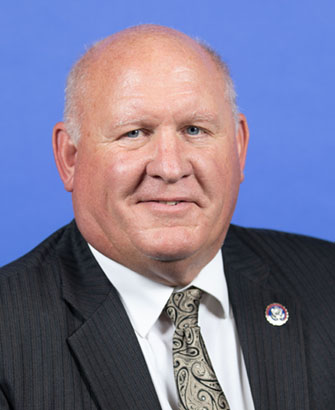
Glenn Thompson, Vorsitzender des Ausschusses seit Januar 2023

Im 119. Kongress gehören dem Ausschuss 28 republikanische und 24 demokratische Abgeordnete an. Es gibt sechs Unterausschüsse (Subcommittees).
| Republikaner | Demokraten |
| --- | --- |
| - Glenn Thompson (PA), Chair - Frank Lucas (OK) - Austin Scott (GA), Vice Chair - Rick Crawford (AR) - Scott DesJarlais (TN) - Doug LaMalfa (CA) - David Rouzer (NC) - Trent Kelly (MS) - Don Bacon (NE) - Mike Bost (IL) - Dusty Johnson (SD) - Jim Baird (IN) - Tracey Mann (KS) - Randy Feenstra (IA) - Mary Miller (IL) - Barry Moore (AL) - Kat Cammack (FL) - Brad Finstad (MN) - John Rose (TN) - Ronny Jackson (TX) - Monica De La Cruz (TX) - Zach Nunn (IA) - Derrick Van Orden (WI) - Dan Newhouse (WA) - Tony Wied (WI) - Rob Bresnahan (PA) - Mark Messmer (IN) - Mark Harris (NC) - Dave Taylor (OH) | - Angie Craig (MN), Ranking Member - Shontel Brown (OH), Vice Ranking Member - David Scott (GA) - Jim Costa (CA) - Jim McGovern (MA) - Alma Adams (NC) - Jahana Hayes (CT) - Sharice Davids (KS) - Andrea Salinas (OR) - Don Davis (NC) - Jill Tokuda (HI) - Nikki Budzinski (IL) - Eric Sorensen (IL) - Gabe Vasquez (NM) - Jonathan Jackson (IL) - Shri Thanedar (MI) - Adam Gray (CA) - Kristen McDonald Rivet (MI) - Shomari Figures (AL) - Eugene Vindman (VA) - Josh Riley (NY) - John Mannion (NY) - April McClain Delaney (MD) - Chellie Pingree (ME), seit 25. Februar 2025 - Salud Carbajal (CA), seit 25. Februar 2025 |

### Unterausschüsse
| Subcommittee                                             | Übersetzung                                                    | Chair                | Ranking Member        |
| -------------------------------------------------------- | -------------------------------------------------------------- | -------------------- | --------------------- |
| General Farm Commodities, Risk Management, and Credit    | Allgemeine Agrarerzeugnisse, Risikomanagement und Kredite      | Austin Scott (R-GA)  | Sharice Davids (D-KS) |
| Forestry and Horticulture                                | Forstwirtschaft und Gartenbau                                  | Doug LaMalfa (R-CA)  | Andrea Salinas (D-OR) |
| Conservation, Research, and Biotechnology                | Naturschutz, Forschung und Biotechnologie                      | Frank Lucas (R-OK)   | Jill Tokuda (D-HI)    |
| Nutrition and Foreign Agriculture                        | Ernährung und ausländische Landwirtschaft                      | Brad Finstad (R-MN)  | Jahana Hayes (D-CT)   |
| Livestock, Dairy, and Poultry                            | Viehzucht, Milchwirtschaft und Geflügel                        | Tracey Mann (R-KS)   | Jim Costa (D-CA)      |
| Commodity Markets, Digital Assets, and Rural Development | Warenmärkte, digitale Vermögenswerte und ländliche Entwicklung | Dusty Johnson (R-SD) | Don Davis (D-NC)      |

Stand 26. Juli 2025

## Mitglieder im 118. Kongress
Im 118. Kongress besteht der Ausschuss aus 29 Republikanern und 25 Demokraten. Es gibt sechs Unterausschüsse (Subcommittees).
| Republikaner | Demokraten |
| --- | --- |
| - Glenn William Thompson Jr., Chairman - Frank Dean Lucas - James Austin Scott - Eric Alan Crawford - Scott Eugene DesJarlais - Douglas Lee LaMalfa - David Cheston Rouzer - John Trent Kelly - Donald John Bacon - Michael Joseph Bost - Dustin M. Johnson - James Richard Baird - Tracey Robert Mann - Randy Feenstra - Mary E. Miller - Felix Barry Moore - Kathryn C. Cammack - Bradley Howard Finstad - John Williams Rose - Ronny Lynn Jackson - Marcus J. Molinaro - Monica De La Cruz - Nicholas A. Langworthy - John Scott Duarte - Zachary Martin Nunn - Mark Allen Alford - Derrick Francis Van Orden - Lori Chavez-DeRemer - Max Leonard Miller | - David Albert Scott, Ranking Member - James Manuel Costa - James Patrick McGovern - Alma Shealey Adams - Abigail Anne Davis Spanberger - Jahana Flemming Hayes - Shontel Monique Brown - Stacey Elizabeth Plaskett - Sharice Lynnette Davids - Elissa Blair Slotkin - Yadira Caraveo - Andrea Rose Salinas - Kristina Marie Gluesenkamp Pérez - Donald Gene Davis - Jill Naomi Tokuda - Nicole Jai Budzinski - Eric Sorensen - Gabriel Vasquez - Jasmine Felicia Crockett - Jonathan Luther Jackson - Gregorio Eduardo Casar - Rochelle Marie Pingree - Salud Ortiz Carbajal - Angela Dawn Craig - Darren Michael Soto - Sanford Dixon Bishop Jr. |

### Unterausschüsse
| Subcommittee                                             | Übersetzung                                                        | Chair                  | Ranking Member                |
| -------------------------------------------------------- | ------------------------------------------------------------------ | ---------------------- | ----------------------------- |
| Commodity Markets, Digital Assets, and Rural Development | Rohstoffmärkte, digitale Vermögenswerte und ländliche Entwicklung  | Dustin M. Johnson      | Yadira Caraveo                |
| Conservation, Research, and Biotechnology                | Umweltschutz, Forschung und Biotechnologie                         | James Richard Baird    | Abigail Anne Davis Spanberger |
| Forest                                                   | Forstwirtschaft                                                    | Douglas Lee LaMalfa    | Andrea Rose Salinas           |
| General Farm Commodities, Risk Management, and Credit    | Allgemeine landwirtschaftliche Waren, Krisenmanagement und Kredite | James Austin Scott     | Shontel Monique Brown         |
| Livestock, Dairy, and Poultry                            | Viehzucht, Milchprodukte und Geflügel                              | Tracey Robert Mann     | James Manuel Costa            |
| Nutrition, Foreign Agriculture, and Horticulture         | Ernährung, ausländische Landwirtschaft und Gartenbau               | Bradley Howard Finstad | Jahana Flemming Hayes         |

## Mitglieder im 117. Kongress

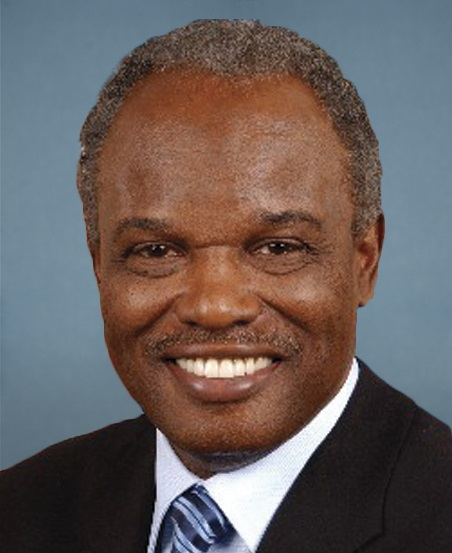
David Scott, Vorsitzender des Ausschusses im 117. Kongres

Im 117. Kongress bestand der Ausschuss aus 28 Republikanern und 24 Demokraten. Es gab sechs Unterausschüsse (Subcommittees).
| Demokraten | Republikaner |
| --- | --- |
| - David Albert Scott, Chairman - James Manuel Costa - James Patrick McGovern - Alma Shealey Adams - Abigail Anne Davis Spanberger - Jahana Flemming Hayes - Shontel Monique Brown - Bobby Lee Rush - Rochelle Marie Pingree - Gregorio Kilili Camacho Sablan - Ann L. McLane Kuster - Cheryl Lea Callahan-Bustos - Sean Patrick Maloney - Stacey Elizabeth Plaskett - Thomas Charles O’Halleran - Salud Ortiz Carbajal - Rohit Khanna - Alfred Lawson Jr. - Jose Luis Correa - Angela Dawn Craig - Joshua Keck Harder - Cynthia Lynne Axne - Kimberly Merle Schrier - James Varni Panetta - Sanford Dixon Bishop Jr. - Marcia Carolyn Kaptur - Sharice Lynnette Davids | - Glenn William Thompson Jr., Ranking Member - James Austin Scott - Eric Alan Crawford - Scott Eugene DesJarlais - Vicky Jo Hartzler - Douglas Lee LaMalfa - Rodney Lee Davis - Richard Wayne Allen - David Cheston Rouzer - John Trent Kelly - Donald John Bacon - Dustin M. Johnson - James Richard Baird - Christopher Louis Jacobs - William Troy Balderson - Michael Jonathan Cloud - Tracey Robert Mann - Randy Feenstra - Mary E. Miller - Felix Barry Moore - Kathryn C. Cammack - Michelle Louise Helene Fischbach - Mayra Flores - Bradley Howard Finstad |

### Unterausschüsse
| Subcommittee                                    | Übersetzung                                               | Chair                         | Ranking Member                   |
| ----------------------------------------------- | --------------------------------------------------------- | ----------------------------- | -------------------------------- |
| Biotechnology, Horticulture, and Research       | Biotechnologie, Gartenbau und Forschung                   | Stacey Elizabeth Plaskett     | James Richard Baird              |
| Commodity Exchanges, Energy, and Credit         | Warenbörse, Energie und Kredit[e]                         | Sean Patrick Maloney          | Michelle Louise Helene Fischbach |
| Conservation and Forestry                       | Umweltschutz und Forstwirtschaft                          | Abigail Anne Davis Spanberger | Douglas Lee LaMalfa              |
| General Farm Commodities and Risk Management    | Allgemeine landwirtschaftliche Waren und Krisenmanagement | Cheryl Lea Callahan-Bustos    | James Austin Scott               |
| Livestock and Foreign Agriculture               | Vieh und ausländische Landwirtschaft                      | James Manuel Costa            | Dustin M. Johnson                |
| Nutrition, Oversight, and Department Operations | Ernährung, Aufsicht und Betrieb des Ministeriums          | Jahana Flemming Hayes         | Donald John Bacon                |

## Ausschussvorsitzende
- 1820–1821: Thomas Forrest (Föderalist)
- 1821–1823: Josiah Butler (Demokratisch-Republikanisch)
- 1823–1829: Stephen Van Rensselaer (National Republican)
- 1829–1831: Ambrose Spencer (National Republican)
- 1831–1833: Erastus Root (Demokrat)
- 1833–1837: Abraham Bockee (Demokrat)
- 1837–1845: Edmund Deberry (Whig)
- 1845–1847: Joseph H. Anderson (Demokrat)
- 1847–1849: Hugh White (Whig)
- 1849–1851: Nathaniel S. Littlefield (Demokrat)
- 1851–1853: John G. Floyd (Demokrat)
- 1853–1855: John L. Dawson (Demokrat)
- 1855–1857: David P. Holloway (Opposition)
- 1857–1859: William G. Whiteley (Demokrat)
- 1859–1861: Martin Butterfield (Republikaner)
- 1861–1863: Owen Lovejoy (Republikaner)
- 1863–1865: Brutus J. Clay (Unionist)
- 1865–1867: John Bidwell (Republikaner)
- 1867–1869: Rowland E. Trowbridge (Republikaner)
- 1869–1873: John Thomas Wilson (Republikaner)
- 1873–1875: Charles Hayes (Republikaner)
- 1875–1877: John Henry Caldwell (Demokrat)
- 1877–1879: Augustus W. Cutler (Demokrat)
- 1879–1881: James W. Covert (Demokrat)
- 1881–1883: Edward K. Valentine (Republikaner)
- 1883–1889: William H. Hatch (Demokrat)
- 1889–1891: Edward H. Funston (Republikaner)
- 1891–1895: William H. Hatch (Demokrat)
- 1895–1907: James W. Wadsworth (Republikaner)
- 1907–1911: Charles F. Scott (Republikaner)
- 1911–1913: John Lamb (Demokrat)
- 1913–1919: Asbury F. Lever (Demokrat)
- 1919–1931: Gilbert N. Haugen (Republikaner)
- 1931–1941: Marvin Jones (Demokrat)
- 1941–1945: Hampton P. Fulmer (Demokrat)
- 1945–1947: John W. Flannagan (Demokrat)
- 1947–1949: Clifford R. Hope (Republikaner)
- 1949–1953: Harold D. Cooley (Demokrat)
- 1953–1955: Clifford R. Hope (Republikaner)
- 1955–1967: Harold D. Cooley (Demokrat)
- 1967–1975: William R. Poage (Demokrat)
- 1975–1981: Thomas S. Foley (Demokrat)
- 1981–1995: Kika de la Garza (Demokrat)
- 1995–1997: Pat Roberts (Republikaner)
- 1997–1999: Robert F. Smith (Republikaner)
- 1999–2003: Larry Combest (Republikaner)
- 2003–2007: Bob Goodlatte (Republikaner)
- 2007–2011: Collin Peterson (Demokrat)
- 2011–2015: Frank Lucas (Republikaner)
- 2015–2019: Mike Conaway (Republikaner)
- 2019–2021: Collin Peterson (Demokrat)
- 2021–2023: David Scott (Demokrat)
- seit 2023: Glenn William Thompson Jr. (Republikaner)